# Copa de Campeones de Europa 1970-71
La Copa de Campeones de Europa 1970-71 fue la edición número 16 en la historia de la competición. Se disputó entre octubre de 1970 y mayo de 1971. Participaron 33 equipos, representantes de 32 federaciones nacionales diferentes.
La Real Asociación de Fútbol de los Países Bajos fue el único estamento con dos equipos representantes: el Ajax de Ámsterdam como campeón de la liga neerlandesa, y el Sport Club Feijenoord como campeón de Europa de la temporada anterior. 
La final, a partido único, se disputó el 2 de junio de 1971 en el Estadio de Wembley de Londres (Inglaterra) y en ella se enfrentaron el Ajax de Ámsterdam y el Panathinaïkós dirigido por Ferenc Puskás —exjugador histórico del torneo—. Ganó el equipo neerlandés por 2-0 y fue el primero de tres triunfos consecutivos.  
La UEFA había introducido por primera vez la tanda de penaltis como mecanismo de decidir eliminatorias, hecho que antes era decidido con el insatisfactorio lanzamiento de moneda. También decidieron que los goles de visitante debía aplicarse a todas las rondas y no solo las dos primeras, como había sido el caso.  
Esta Copa de Europa destacó también por suponer la primera ausencia del Real Madrid, máximo laureado de la competición y que había participado ininterrumpidamente en las quince primeras ediciones.

## Ronda previa
El sorteo se realizó el 8 de julio de 1970 en Ginebra.
| Equipo Local Ida         | Resultado | Equipo Visitante Ida | Ida   | Vuelta |
| ------------------------ | --------- | -------------------- | ----- | ------ |
| DFS Levski-Spartak Sofia | 3 - 4     | FK Austria Viena     | 3 - 1 | 0 - 3  |

## Primera ronda
El sorteo se realizó el 8 de julio de 1970 en Ginebra.
| Equipo 1          | Agr.    | Equipo 2                 | Ida | Vuelta |
| ----------------- | ------- | ------------------------ | --- | ------ |
| Cagliari          | 3–1     | Saint-Étienne            | 3–0 | 0–1    |
| Atlético Madrid   | 4–1     | Austria Wien             | 2–0 | 2–1    |
| Rosenborg         | 0–7     | Standard Liège           | 0–2 | 0–5    |
| IFK Göteborg      | 1–6     | Legia Warsaw             | 0–4 | 1–2    |
| 17 Nëntori        | 2–4     | Ajax                     | 2–2 | 0–2    |
| Spartak Moscow    | 4–4 (a) | Basel                    | 3–2 | 1–2    |
| Glentoran         | 1–4     | Waterford                | 1–3 | 0–1    |
| Celtic            | 14–0    | KPV                      | 9–0 | 5–0    |
| Fenerbahçe        | 0–5     | Carl Zeiss Jena          | 0–4 | 0–1    |
| Sporting CP       | 9–0     | Floriana                 | 5–0 | 4–0    |
| Újpesti Dózsa     | 2–4     | Red Star Belgrade        | 2–0 | 0–4    |
| Feyenoord         | 1–1 (a) | UTA Arad                 | 1–1 | 0–0    |
| EPA Larnaca       | 0–16    | Borussia Mönchengladbach | 0–6 | 0–10   |
| Everton           | 9–2     | Keflavík                 | 6–2 | 3–0    |
| Jeunesse Esch     | 1–7     | Panathinaikos            | 1–2 | 0–5    |
| Slovan Bratislava | 4–3     | Boldklubben 1903         | 2–1 | 2–2    |

## Rondas siguientes
|  | Octavos de final                                                                                       | Octavos de final                                                                                       | Octavos de final                                                                                       | Octavos de final                                                                                       |   |                      | Cuartos de final                                                                                    | Cuartos de final                                                                                    | Cuartos de final                                                                                    | Cuartos de final                                                                                    |  |                    | Semifinales                                                                                  | Semifinales                                                                                  | Semifinales                                                                                  | Semifinales                                                                                  |  |      | Final                                          | Final                                          |  |
|  | Sorteo: 6 de octubre de 1970 en Madrid 21 de octubre de 1970 (ida) 4 y 5 de noviembre de 1970 (vuelta) | Sorteo: 6 de octubre de 1970 en Madrid 21 de octubre de 1970 (ida) 4 y 5 de noviembre de 1970 (vuelta) | Sorteo: 6 de octubre de 1970 en Madrid 21 de octubre de 1970 (ida) 4 y 5 de noviembre de 1970 (vuelta) | Sorteo: 6 de octubre de 1970 en Madrid 21 de octubre de 1970 (ida) 4 y 5 de noviembre de 1970 (vuelta) |   |                      | Sorteo: 18 de noviembre de 1970 en París 9 y 10 de marzo de 1971 (ida) 24 de marzo de 1971 (vuelta) | Sorteo: 18 de noviembre de 1970 en París 9 y 10 de marzo de 1971 (ida) 24 de marzo de 1971 (vuelta) | Sorteo: 18 de noviembre de 1970 en París 9 y 10 de marzo de 1971 (ida) 24 de marzo de 1971 (vuelta) | Sorteo: 18 de noviembre de 1970 en París 9 y 10 de marzo de 1971 (ida) 24 de marzo de 1971 (vuelta) |  |                    | Sorteo: 25 de marzo de 1971 en Zúrich 14 de abril de 1971 (ida) 28 de abril de 1971 (vuelta) | Sorteo: 25 de marzo de 1971 en Zúrich 14 de abril de 1971 (ida) 28 de abril de 1971 (vuelta) | Sorteo: 25 de marzo de 1971 en Zúrich 14 de abril de 1971 (ida) 28 de abril de 1971 (vuelta) | Sorteo: 25 de marzo de 1971 en Zúrich 14 de abril de 1971 (ida) 28 de abril de 1971 (vuelta) |  |      | 2 de junio de 1971 Estadio de Wembley, Londres | 2 de junio de 1971 Estadio de Wembley, Londres |  |
|  | | | | |   |                      | | | | |  |                    |                                                                                              |                                                                                              |                                                                                              |                                                                                              |  |      |                                                |                                                |  |
|  | | | | |   |                      | | | | |  |                    |                                                                                              |                                                                                              |                                                                                              |                                                                                              |  |      |                                                |                                                |  |
|  | Cagliari                                                                                               | 2 | 0 | 2 |   |                      | | | | |  |                    |                                                                                              |                                                                                              |                                                                                              |                                                                                              |  |      |                                                |                                                |  |
|  | Cagliari                                                                                               | 2 | 0 | 2 |   |                      | | | | |  |                    |                                                                                              |                                                                                              |                                                                                              |                                                                                              |  |      |                                                |                                                |  |
|  | Atlético de Madrid                                                                                     | 1 | 3 | 4 |   |                      | | | | |  |                    |                                                                                              |                                                                                              |                                                                                              |                                                                                              |  |      |                                                |                                                |  |
|  | Atlético de Madrid                                                                                     | 1 | 3 | 4 |   | Atlético Madrid (v.) | 1                                                                                                   | 1                                                                                                   | 2                                                                                                   | |  |                    |                                                                                              |                                                                                              |                                                                                              |                                                                                              |  |      |                                                |                                                |  |
|  | | | | |   | Atlético Madrid (v.) | 1                                                                                                   | 1                                                                                                   | 2                                                                                                   | |  |                    |                                                                                              |                                                                                              |                                                                                              |                                                                                              |  |      |                                                |                                                |  |
|  | | | Legia Varsovia                                                                                         | 0 | 2 | 2                    | | | | |  |                    |                                                                                              |                                                                                              |                                                                                              |                                                                                              |  |      |                                                |                                                |  |
|  | Standard Lieja                                                                                         | 1 | Legia Varsovia                                                                                         | 0 | 2 | 2                    | 0                                                                                                   | 1                                                                                                   | | |  |                    |                                                                                              |                                                                                              |                                                                                              |                                                                                              |  |      |                                                |                                                |  |
|  | Standard Lieja                                                                                         | 1 | | |   |                      | | | | |  |                    |                                                                                              |                                                                                              |                                                                                              |                                                                                              |  |      |                                                |                                                |  |
|  | Legia Varsovia                                                                                         | 0 | 2 | 2 |   |                      | | | | |  |                    |                                                                                              |                                                                                              |                                                                                              |                                                                                              |  |      |                                                |                                                |  |
|  | Legia Varsovia                                                                                         | 0 | 2 | 2 |   |                      | | | | |  | Atlético de Madrid | 1                                                                                            | 0                                                                                            | 1                                                                                            |                                                                                              |  |      |                                                |                                                |  |
|  | | | | |   |                      | | | | |  | Atlético de Madrid | 1                                                                                            | 0                                                                                            | 1                                                                                            |                                                                                              |  |      |                                                |                                                |  |
|  | | | Ajax                                                                                                   | 0 | 3 | 3                    | | | | |  |                    |                                                                                              |                                                                                              |                                                                                              |                                                                                              |  |      |                                                |                                                |  |
|  | Ajax                                                                                                   | 3 | Ajax                                                                                                   | 0 | 3 | 3                    | 2                                                                                                   | 5                                                                                                   | | |  |                    |                                                                                              |                                                                                              |                                                                                              |                                                                                              |  |      |                                                |                                                |  |
|  | Ajax                                                                                                   | 3 | | |   |                      | | | | |  |                    |                                                                                              |                                                                                              |                                                                                              |                                                                                              |  |      |                                                |                                                |  |
|  | Basilea                                                                                                | 0 | 1 | 1 |   |                      | | | | |  |                    |                                                                                              |                                                                                              |                                                                                              |                                                                                              |  |      |                                                |                                                |  |
|  | Basilea                                                                                                | 0 | 1 | 1 |   | Ajax                 | 3                                                                                                   | 0                                                                                                   | 3                                                                                                   | |  |                    |                                                                                              |                                                                                              |                                                                                              |                                                                                              |  |      |                                                |                                                |  |
|  | | | | |   | Ajax                 | 3                                                                                                   | 0                                                                                                   | 3                                                                                                   | |  |                    |                                                                                              |                                                                                              |                                                                                              |                                                                                              |  |      |                                                |                                                |  |
|  | | | Celtic                                                                                                 | 0 | 1 | 1                    | | | | |  |                    |                                                                                              |                                                                                              |                                                                                              |                                                                                              |  |      |                                                |                                                |  |
|  | Waterford United                                                                                       | 0 | Celtic                                                                                                 | 0 | 1 | 1                    | 2                                                                                                   | 2                                                                                                   | | |  |                    |                                                                                              |                                                                                              |                                                                                              |                                                                                              |  |      |                                                |                                                |  |
|  | Waterford United                                                                                       | 0 | | |   |                      | | | | |  |                    |                                                                                              |                                                                                              |                                                                                              |                                                                                              |  |      |                                                |                                                |  |
|  | Celtic                                                                                                 | 7 | 3 | 10 |   |                      | | | | |  |                    |                                                                                              |                                                                                              |                                                                                              |                                                                                              |  |      |                                                |                                                |  |
|  | Celtic                                                                                                 | 7 | 3 | 10 |   |                      | | | | |  |                    |                                                                                              |                                                                                              |                                                                                              |                                                                                              |  | Ajax | 2                                              |                                                |  |
|  | | | | |   |                      | | | | |  |                    |                                                                                              |                                                                                              |                                                                                              |                                                                                              |  | Ajax | 2                                              |                                                |  |
|  | | | Panathinaikos                                                                                          | 0 |   |                      | | | | |  |                    |                                                                                              |                                                                                              |                                                                                              |                                                                                              |  |      |                                                |                                                |  |
|  | Carl Zeiss Jena                                                                                        | 2 | Panathinaikos                                                                                          | 0 | 2 | 4                    | | | | |  |                    |                                                                                              |                                                                                              |                                                                                              |                                                                                              |  |      |                                                |                                                |  |
|  | Carl Zeiss Jena                                                                                        | 2 | | |   |                      | | | | |  |                    |                                                                                              |                                                                                              |                                                                                              |                                                                                              |  |      |                                                |                                                |  |
|  | Sporting de Lisboa                                                                                     | 1 | 1 | 2 |   |                      | | | | |  |                    |                                                                                              |                                                                                              |                                                                                              |                                                                                              |  |      |                                                |                                                |  |
|  | Sporting de Lisboa                                                                                     | 1 | 1 | 2 |   | Carl Zeiss Jena      | 3                                                                                                   | 0                                                                                                   | 3                                                                                                   | |  |                    |                                                                                              |                                                                                              |                                                                                              |                                                                                              |  |      |                                                |                                                |  |
|  | | | | |   | Carl Zeiss Jena      | 3                                                                                                   | 0                                                                                                   | 3                                                                                                   | |  |                    |                                                                                              |                                                                                              |                                                                                              |                                                                                              |  |      |                                                |                                                |  |
|  | | | Estrella Roja                                                                                          | 2 | 4 | 6                    | | | | |  |                    |                                                                                              |                                                                                              |                                                                                              |                                                                                              |  |      |                                                |                                                |  |
|  | Estrella Roja                                                                                          | 3 | Estrella Roja                                                                                          | 2 | 4 | 6                    | 3                                                                                                   | 6                                                                                                   | | |  |                    |                                                                                              |                                                                                              |                                                                                              |                                                                                              |  |      |                                                |                                                |  |
|  | Estrella Roja                                                                                          | 3 | | |   |                      | | | | |  |                    |                                                                                              |                                                                                              |                                                                                              |                                                                                              |  |      |                                                |                                                |  |
|  | UTA Arad                                                                                               | 0 | 1 | 1 |   |                      | | | | |  |                    |                                                                                              |                                                                                              |                                                                                              |                                                                                              |  |      |                                                |                                                |  |
|  | UTA Arad                                                                                               | 0 | 1 | 1 |   |                      | | | | |  | Estrella Roja      | 4                                                                                            | 0                                                                                            | 4                                                                                            |                                                                                              |  |      |                                                |                                                |  |
|  | | | | |   |                      | | | | |  | Estrella Roja      | 4                                                                                            | 0                                                                                            | 4                                                                                            |                                                                                              |  |      |                                                |                                                |  |
|  | | | Panathinaikos (v.)                                                                                     | 1 | 3 | 4                    | | | | |  |                    |                                                                                              |                                                                                              |                                                                                              |                                                                                              |  |      |                                                |                                                |  |
|  | B. Mönchengladbach                                                                                     | 1 | Panathinaikos (v.)                                                                                     | 1 | 3 | 4                    | 1                                                                                                   | 2 (3)                                                                                               | | |  |                    |                                                                                              |                                                                                              |                                                                                              |                                                                                              |  |      |                                                |                                                |  |
|  | B. Mönchengladbach                                                                                     | 1 | | |   |                      | | | | |  |                    |                                                                                              |                                                                                              |                                                                                              |                                                                                              |  |      |                                                |                                                |  |
|  | Everton (p.)                                                                                           | 1 | 1 | 2 (4)                                                                                                  |   |                      | | | | |  |                    |                                                                                              |                                                                                              |                                                                                              |                                                                                              |  |      |                                                |                                                |  |
|  | Everton (p.)                                                                                           | 1 | 1 | 2 (4)                                                                                                  |   | Everton              | 1                                                                                                   | 0                                                                                                   | 1                                                                                                   | |  |                    |                                                                                              |                                                                                              |                                                                                              |                                                                                              |  |      |                                                |                                                |  |
|  | | | | |   | Everton              | 1                                                                                                   | 0                                                                                                   | 1                                                                                                   | |  |                    |                                                                                              |                                                                                              |                                                                                              |                                                                                              |  |      |                                                |                                                |  |
|  | | | Panathinaikos (v.)                                                                                     | 1 | 0 | 1                    | | | | |  |                    |                                                                                              |                                                                                              |                                                                                              |                                                                                              |  |      |                                                |                                                |  |
|  | Panathinaikos                                                                                          | 3 | Panathinaikos (v.)                                                                                     | 1 | 0 | 1                    | 1                                                                                                   | 4                                                                                                   | | |  |                    |                                                                                              |                                                                                              |                                                                                              |                                                                                              |  |      |                                                |                                                |  |
|  | Panathinaikos                                                                                          | 3 | | |   |                      | | | | |  |                    |                                                                                              |                                                                                              |                                                                                              |                                                                                              |  |      |                                                |                                                |  |
|  | Slovan Bratislava                                                                                      | 0 | 2 | 2 |   |                      | | | | |  |                    |                                                                                              |                                                                                              |                                                                                              |                                                                                              |  |      |                                                |                                                |  |
|  | Slovan Bratislava                                                                                      | 0 | 2 | 2 |   |                      | | | | |  |                    |                                                                                              |                                                                                              |                                                                                              |                                                                                              |  |      |                                                |                                                |  |
|  | | | | |   |                      | | | | |  |                    |                                                                                              |                                                                                              |                                                                                              |                                                                                              |  |      |                                                |                                                |  |

## Final
| 1  | POR | Heinz Stuy      |     |
| 2  | DEF | Johan Neeskens  |     |
| 3  | DEF | Barry Hulshoff  |     |
| 4  | DEF | Velibor Vasović |     |
| 5  | DEF | Wim Suurbier    |     |
| 6  | MED | Nico Rijnders   | 46' |
| 7  | MED | Gerrie Mühren   |     |
| 8  | MED | Sjaak Swart     | 46' |
| 9  | MED | Johan Cruyff    |     |
| 10 | DEL | Dick van Dijk   |     |
| 11 | DEL | Piet Keizer     |     |
| DT | DT  | Rinus Michels   |     |

| 1  | POR | Takis Ikonomopoulos |  |
| 2  | DEF | Yianis Tomaras      |  |
| 3  | DEF | Anthimos Kapsis     |  |
| 4  | DEF | Frangiskos Sourpis  |  |
| 5  | DEF | Giorgios Vlahos     |  |
| 6  | MED | Aristidis Kamaras   |  |
| 7  | MED | Kostas Eleftherakis |  |
| 8  | MED | Haris Grammos       |  |
| 9  | DEL | Mimis Domazos       |  |
| 10 | DEL | Antonis Antoniadis  |  |
| 11 | DEL | Totis Filakouris    |  |
| DT | DT  | Ferenc Puskás       |  |

| 12 | DEF | Horst Blankenburg | 46' |
| 13 | MED | Arie Haan         | 46' |

| Gol | 5'  | Dick van Dijk | 1-0 |
| Gol | 87' | Arie Haan     | 2-0 |

| Árbitro | Jack Taylor |

| 1  | POR | Heinz Stuy      |     |
| 2  | DEF | Johan Neeskens  |     |
| 3  | DEF | Barry Hulshoff  |     |
| 4  | DEF | Velibor Vasović |     |
| 5  | DEF | Wim Suurbier    |     |
| 6  | MED | Nico Rijnders   | 46' |
| 7  | MED | Gerrie Mühren   |     |
| 8  | MED | Sjaak Swart     | 46' |
| 9  | MED | Johan Cruyff    |     |
| 10 | DEL | Dick van Dijk   |     |
| 11 | DEL | Piet Keizer     |     |
| DT | DT  | Rinus Michels   |     |

| 1  | POR | Takis Ikonomopoulos |  |
| 2  | DEF | Yianis Tomaras      |  |
| 3  | DEF | Anthimos Kapsis     |  |
| 4  | DEF | Frangiskos Sourpis  |  |
| 5  | DEF | Giorgios Vlahos     |  |
| 6  | MED | Aristidis Kamaras   |  |
| 7  | MED | Kostas Eleftherakis |  |
| 8  | MED | Haris Grammos       |  |
| 9  | DEL | Mimis Domazos       |  |
| 10 | DEL | Antonis Antoniadis  |  |
| 11 | DEL | Totis Filakouris    |  |
| DT | DT  | Ferenc Puskás       |  |

| 12 | DEF | Horst Blankenburg | 46' |
| 13 | MED | Arie Haan         | 46' |

| Gol | 5'  | Dick van Dijk | 1-0 |
| Gol | 87' | Arie Haan     | 2-0 |

| Árbitro | Jack Taylor |

|                                   |
| Bandera de los Países Bajos       |
| Campeón A. F. C. Ajax 1.er título |

## Máximos goleadores

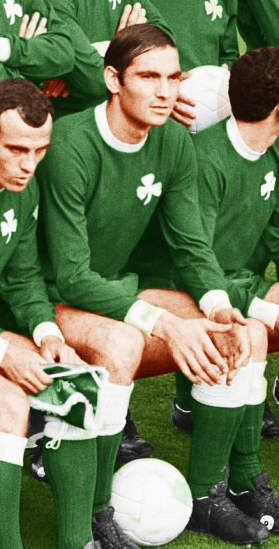
Antonis Antoniadis anotó 10 goles la temporada que el Panathinaïkós alcanzó la final.

Goleadores de la temporada 1970–71, excepto las rondas preliminares:
| # | Jugador            | Club                     | Goles |
| - | ------------------ | ------------------------ | ----- |
| 1 | Antonis Antoniadis | Panathinaïkós            | 10    |
| 2 | Luis Aragonés      | Atlético de Madrid       | 6     |
| 2 | Zoran Filipović    | Estrella Roja            | 6     |
| 2 | Stevan Ostojić     | Estrella Roja            | 6     |
| 5 | Peter Ducke        | Carl Zeiss Jena          | 5     |
| 5 | Herbert Laumen     | Borussia Mönchengladbach | 5     |
| 5 | William Wallace    | Celtic                   | 5     |
| 8 | Jozef Čapkovič     | Slovan Bratislava        | 4     |
| 8 | Jimmy Johnstone    | Celtic                   | 4     |
| 8 | Piet Keizer        | Ajax Ámsterdam           | 4     |
| 8 | Horst Köppel       | Borussia Mönchengladbach | 4     |
| 8 | João Lourenço      | Sporting de Portugal     | 4     |
| 8 | Joe Royle          | Everton                  | 4     |